# 200002 Hehe
200002 Hehe è un asteroide della fascia principale. Scoperto nel 2007, presenta un'orbita caratterizzata da un semiasse maggiore pari a 2,4109902 UA e da un'eccentricità di 0,1587775, inclinata di 6,95633° rispetto all'eclittica.